# Eduard Presser

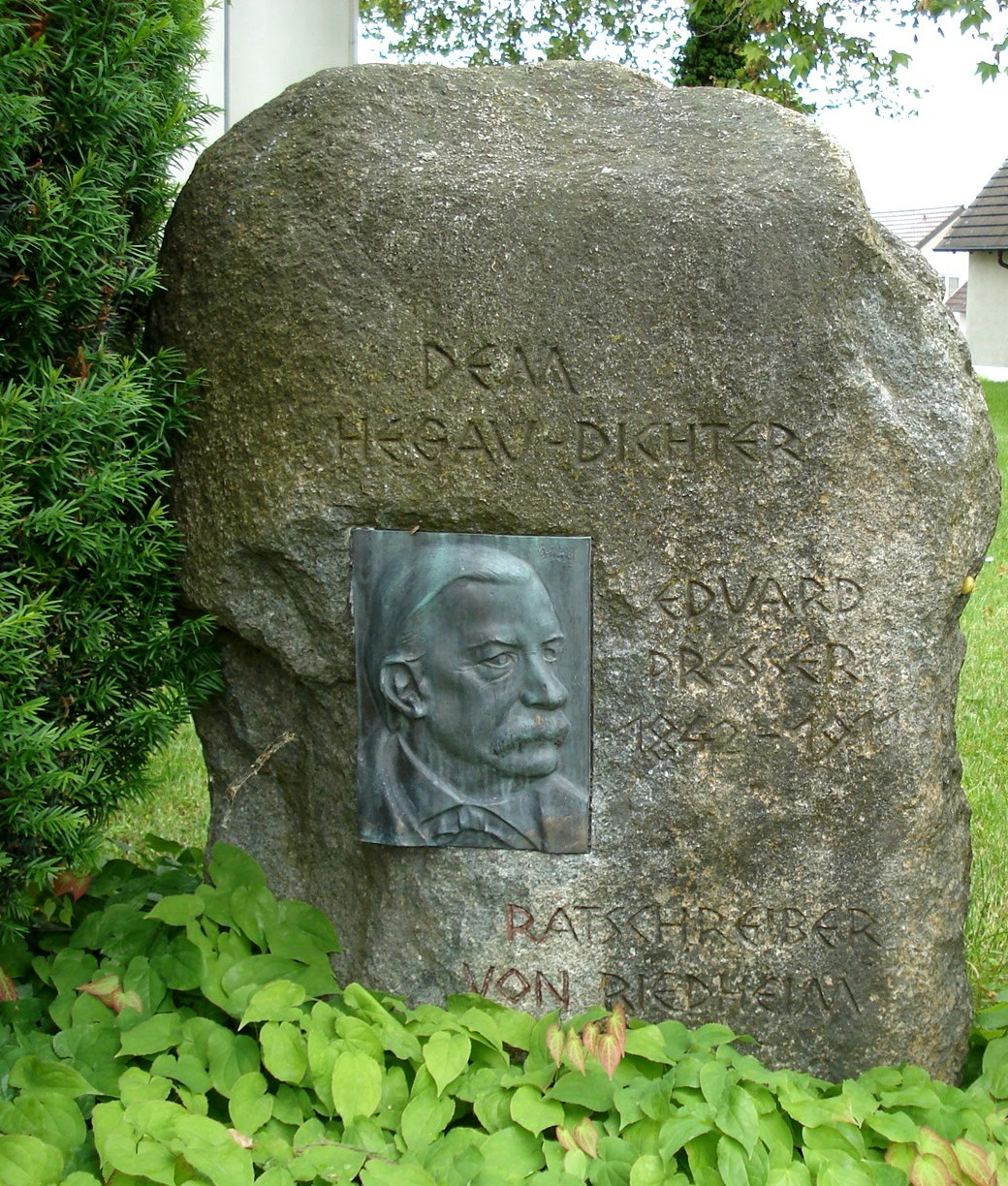
Gedenkstein an den "Hegau-Dichter" Eduard Presser an der Kirche in Riedheim

Eduard Presser (* 29. Juni 1842 in Riedheim; † 26. Januar 1911 in Riedheim) war ein Hegauer Heimatdichter.
Seine Gedichte sind teils auf Alemannisch, teils auf Hochdeutsch geschrieben. Einige seiner Texte wurden vertont und gehören bis heute zum Repertoire von Gesangvereinen des Hegaus.

## Leben und Werk
Entgegen den Empfehlungen des Ortsgeistlichen und des Schullehrers von Riedheim wurde Eduard Presser Bauer – "auf Grund der unumstößlichen Pläne seines Vaters" Bartholome (~1806–1866). Mit 17 Jahren übernahm er somit die väterliche Landwirtschaft. 1858, ein Jahr zuvor, hatte er mit seinen "orts- und heimatchronikalischen Aufzeichnungen" begonnen. Von 1875 bis 1910 war Eduard Presser Ratsschreiber seines Heimatortes. Zu seinen Lebzeiten veröffentlichte er 1894 Ländliche Gedichte aus dem Höhgau (52 Gedichte) und Ländliche Gedichte aus dem Hegau (65 Gedichte). Nach seinem Tod erschienen im Jahre 1911 weitere 48 Gedichte. Ein weiterer schriftlicher Nachlass ging im Herbst 1911 durch den Brand des Presser-Hauses verloren.

## Werke
- Ausgewählte Gedichte des Hegaudichters Eduard Presser Riedheim (Hegau), 2. Auflage, Singen 1951
- Ländliche Gedichte aus dem Hegau, im Auftr. d. Gemeinde Riedheim hrsg. von Herbert Berner, Singen (Htwl.) : Verein f. Geschichte d. Hegaus e. V., 1974,  Hegau-Bibliothek, Bd. 27
- Auswahl von Eduard Pressers Gedichten in: Hegau-Poesie – Eine Sammlung von Gedichten und Liedern, hrsgb. von Marion Czajor, Engen, 1987 (2. Aufl.)

## Ehrungen und Auszeichnungen

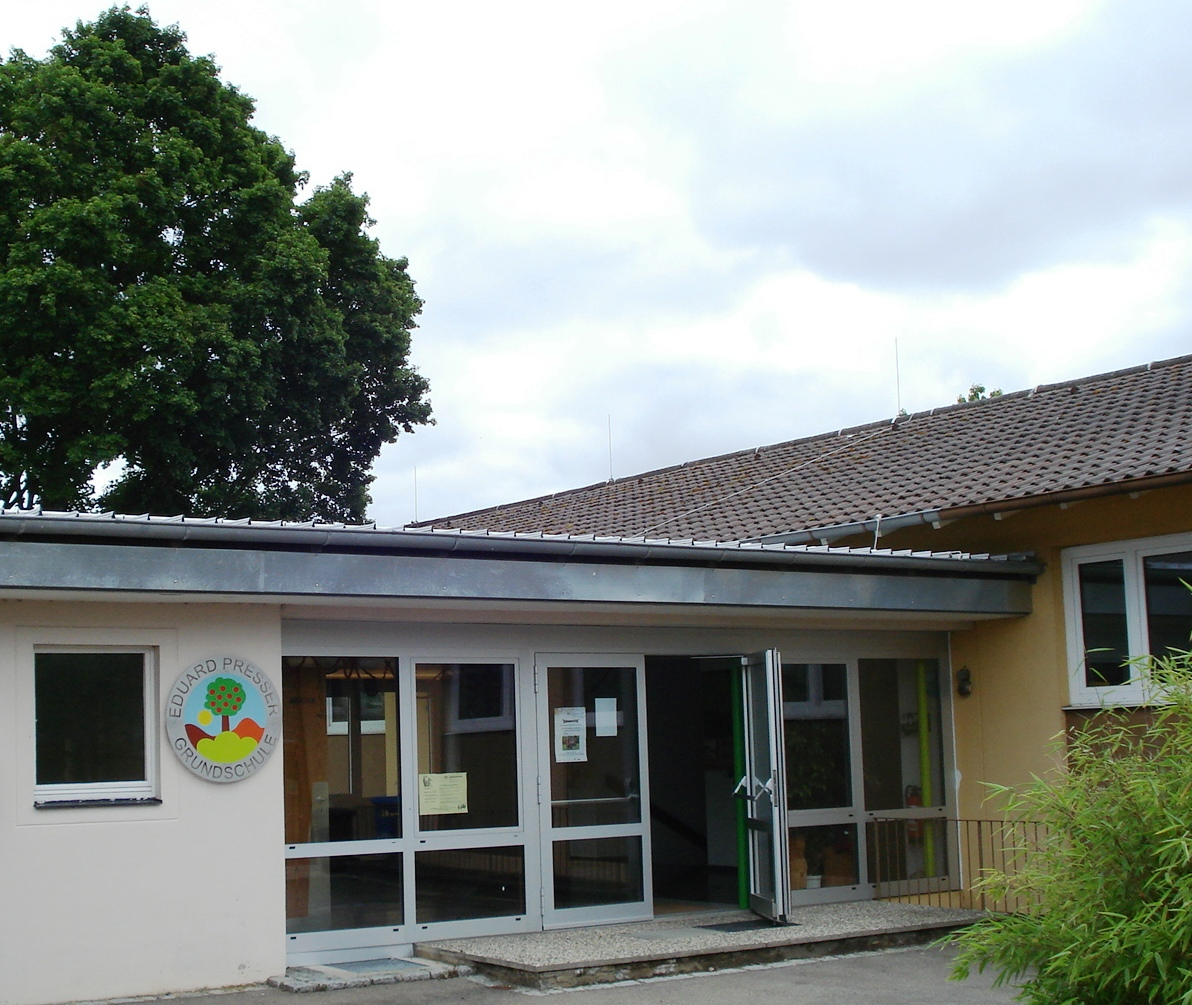
Eingang der nach Eduard Presser benannten Grundschule in Riedheim

1932 wurde ein Denkmal zu seinen Ehren eingeweiht.
Nach Eduard Presser wurde im Jahr 2010 die Grundschule in seinem Geburtsort Riedheim benannt.